# 陈建晨
陈建晨（1906年1月27日—1989年10月16日），名默君，陕西商州人。民國37年（1948年）在西安市選區當選第一屆立法委員。中华人民共和国法学家。

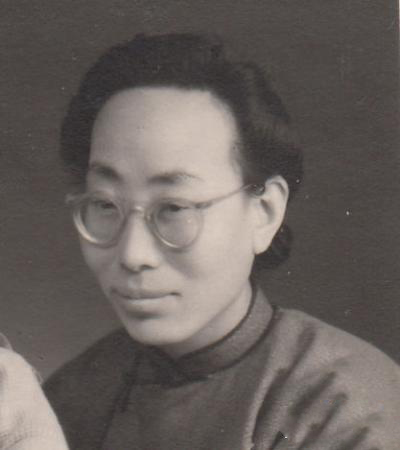
陳建晨1945

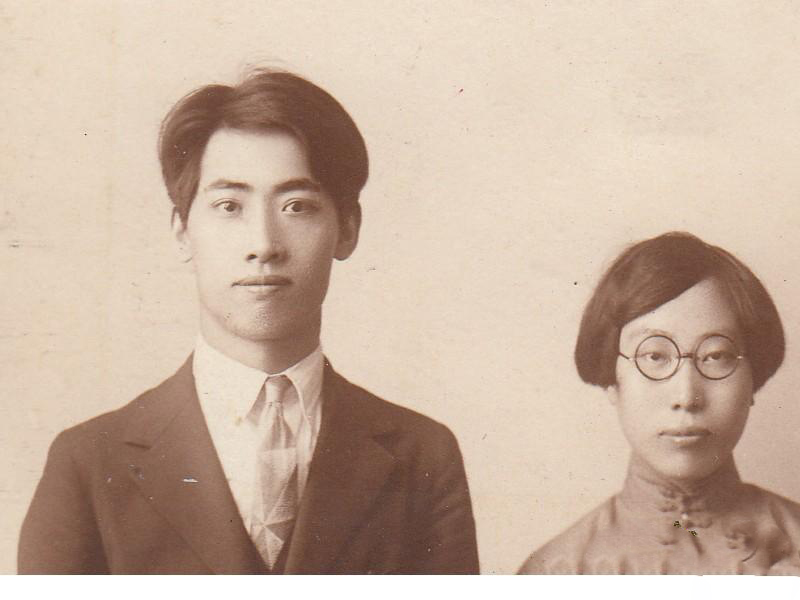
陳建晨和丈夫于振瀛

## 生平
日本早稻田大学经济系毕业。先后在中国大学、朝阳大学、西安临时大学，西北农学院任教，抗战初期，在西安参与创办《大团结》半月刊，宣传抗日救亡，曾任中国国民党陕西省党部委员。1947年参加中国民主革命同盟。1948年，當選立法委員，曾出席第一屆立法院第一會期財政及金融委員會、預算委員會、勞工委員會。1949年8月，与黄绍竑等在香港联名通电起义。
中华人民共和国成立后，任华东军政委员会司法部副部长，江苏省高级人民法院副院长，第六届全国政协常委，民革中央委员和民革中央监察委员会常务委员，全国妇联第三、第四届执行委员。